# 巨冷杉
巨冷杉（學名：Abies grandis）又稱大冷杉、北美冷杉是冷杉屬的一種植物，原產於北美洲西北部，於1831年由英國植物學家大衛·道格拉斯描述發表。本種可長至40—70公尺，樹徑粗約2公尺，針葉長約3—6公分，寬約2毫米。
巨冷杉包含兩個變種，海岸巨冷杉（Abies grandis var. grandi）分布於北至溫哥華島、南至加州索諾馬的沿海森林，樹高且生長速度快，可耐受約攝氏零下25—30度的低溫；愛達荷巨冷杉（Abies grandis var. idahoensis）則分布於內陸的喀斯開山脈東側與不列顛哥倫比亞南部、愛達荷州、俄勒岡州東北部與蒙大拿州西部的洛磯山脈地區、海拔1700公尺以下處，樹較矮且生長較慢，可耐受攝氏零下40度的低溫。巨冷杉與同屬的白冷杉關係接近，藍山山脈與喀斯開山脈東側有兩者的雜交種Abies grandis x concolor，外形介於兩種之間。